# Chain Reaction (groupe)
Pour les articles homonymes, voir Chain Reaction.
Chain Reaction est un groupe de rock formé en 1976. Il a été fondé par les membres de ce qui deviendra Red Hot Chili Peppers avec certains membres qui ont par la suite quitté ce dernier pour créer le groupe Anthym.
Ce groupe ne doit pas être confondu avec un autre groupe du même nom des années 1960, principalement connu pour avoir compté Steven Tyler, futur leader d'Aerosmith, parmi ses membres.
Il ne doit pas non plus être confondu avec le label de musiques électroniques minimales Chain Reaction.